# Matthias Schmoock
Matthias Schmoock (* 1963 in Hamburg) ist ein deutscher Journalist und Buchautor.

## Leben

### Ausbildung

#### Studium, Volontariat und Promotion
Matthias Schmoock studierte nach Abitur und Dienst in der Bundeswehr Englisch, Geschichte und Pädagogik in Hamburg und den USA. Er war Stipendiat des Verbands der Deutsch-Amerikanischen Clubs in Troy. Sein Studium schloss Schmoock mit dem Ersten und Zweiten Staatsexamen für das Höhere Lehramt ab.
Nach dem Studium absolvierte Schmoock ein Volontariat an der Axel-Springer-Journalistenschule. 
2001 wurde Schmoock an der Universität Hamburg  mit einer Arbeit über die Entwicklung des Hamburger Stadtteils Uhlenhorst und die Darstellung in Selbst- und Fremdzeugnissen von den ersten Quellen bis zur Baugesetzgebung 1902 bei Gerhard Ahrens und Franklin Kopitzsch promoviert

### Beruf

#### Journalist und Autor
Seit 1997 arbeitet Schmoock als Redakteur für das Hamburger Abendblatt.
Schmoock veröffentlichte Artikel zur Geschichte der Stadt Hamburg und ist Autor von Publikationen zur Regionalgeschichte. Auch verfasste Schmoock die Biografie des Unternehmers Werner Otto. Darüber hinaus hatte er Lehraufträge an der Hamburger Universität und der Fachhochschule Wedel inne.

## Veröffentlichungen (Auswahl)
- Hamburgs verschwundene Orte. Überraschende Geschichten aus der Hansestadt, Hamburger Abendblatt in Kooperation mit Bast Medien GmbH, Überlingen 2021, ISBN 978-3-946581-82-6.
- Unser Leben mit Frieda. Merkwürdigkeiten aus einem Hundeleben, Wachholtz, Hamburg 2019, ISBN 978-3-5290-5031-2.
- Ereignisse, die Hamburg prägten. Ellert & Richter, Hamburg 2017, ISBN 978-3-8319-0704-5.
- Werner Otto – Der Jahrhundertmann. Societäts-Verlag, Frankfurt am Main 2009, ISBN 978-3-7973-1170-2.
- Spätes Gedenken. Ein Geschichtsverein erinnert sich seiner ausgeschlossenen jüdischen Mitbürger. (Hg. gemeinsam mit Joist Grolle), Edition Temmen, Bremen 2009.
- Zwischen Bild und Image. Die Entwicklung des Hamburger Stadtteils Uhlenhorst und die Darstellung in Selbst- und Fremdzeugnissen. Von den ersten Quellen bis zur Baugesetzgebung 1902, LIT-Verlag, Münster 2002.
- Das große Feuerwehrbuch Hamburg, Medien-Verlag Schubert, Hamburg 1997, ISBN 978-3-9292-2937-0.